# Košarkaški klub Partizan
Il Košarkaški Klub Partizan è una squadra di pallacanestro serba avente sede nella capitale Belgrado. Fondato nel 1945, disputa la Lega Adriatica e il campionato nazionale serbo di massima divisione, la Košarkaška liga Srbije. Gioca le partite interne nella struttura della Štark Arena, la cui capacità è di più di 21’000 posti a sedere.
Fa parte della polisportiva Sportsko Društvo Partizan.

## Storia

### La formazione e i primi anni (1945-1971)
Il Partizan venne fondato il 4 ottobre 1945 come sezione sportiva della Jugoslovenska narodna armija. Solamente nel 1953 tutte le varie sezioni sportive facenti parte dell'esercito jugoslavo dettero vita alla società polisportiva Sportsko Društvo Partizan.
Sebbene le varie formazioni che si susseguirono nel corso dei primi trent'anni di vita del club potessero annoverare giocatori del calibro di Mirko Marjanović, Božidar Munćan, Radomir Šaper, Vilmoš Loci, Lajoš Engler, Čedomir Stojičević, Borislav Stanković, Borislav Ćurčić, Branko Radović, Radovan Radović, Miloš Bojović, Dragutin Čermak, Slobodan Jelić, solamente nella stagione 1975-76 la squadra riuscì a vincere il primo campionato jugoslavo.
In questo frangente, la squadra si classificò per ben cinque volte al secondo posto, mentre per altre due, pur avendo gli stessi punti del vincitore non ottenne la vittoria per la differenza punti.

### Un decennio di vittorie (1971-1981)
L'ascesa del Partizan, in patria, e in Europa, ebbe inizio nei primi anni 1970, con l'arrivo nel 1971 in panchina dell'allenatore della nazionale jugoslava Ranko Žeravica, che portò nel club tutte le sue conoscenze e l'esperienze accumulate in ambito internazionale, adeguando il gioco del basket statunitense e sovietico con le particolarità della pallacanestro serba, grazie alla fucina di giovani talenti, su tutti Dražen Dalipagić e Dragan Kićanović. Dopo l'addio di Žeravica nel 1978, la struttura, sia sportiva che di gioco, venne ampliata dai suoi successori Borislav Ćorković e Dušan Ivković.
Quelli furono anni particolarmente importanti e pieni di successi che culminarono con la vittoria di diversi trofei. Il primo fu la vittoria del campionato jugoslavo nel 1975-76, cui seguirono le due vittorie consecutive della Coppa Korać: la prima nel 1977-78 con la vittoria in finale contro il Bosna Sarajevo; l'anno successivo, nella stagione 1978-79 contro l'Arrigoni AMG Sebastiani Rieti. Il decennio si concluse con la conquista di altri due campionati jugoslavi (nel 1978-79 e nel 1980-81).
Oltre ai già citati Dalipagić e Kićanović, una menzione particolare la meritano Dragutin Čermak, Goran Latifić (il capitano del primo titolo nazionale nel 1976), Josip Farčić, Dragan Todorić, Dušan Kerkez, Miodrag Marić, Boban Petrović, Arsenije Pešić, Boris Beravs, Milenko Savović, Jadran Vujačić, Nebojša Zorkić, Žarko Zečević.

### Un nuovo "dream team" (1985-1991)
Dopo un periodo avaro di successi a causa del cambio generazionale della squadra, sul finire degli anni 1980, sotto la guida del nuovo direttore generale Dragan Kićanović (ex stella del club), nuovi giovani allenatori come Duško Vujošević, Zoran Slavnić, Borislav Džaković e Vladislav Lučić si alternarono sulla panchina dei bianconeri, portando nuove tecniche di gioco e nuovi successi.
Nel frattempo la crescita della generazione dei giovani Aleksandar Đorđević, Vlade Divac, Žarko Paspalj, Ivo Nakić, Miroslav Pecarski e Oliver Popović, supportati dai veterani Željko Obradović, Milenko Savović e Goran Grbović, guidati in panchina da Duško Vujošević, portarono la squadra ai vertici della pallacanestro jugoslava ed europea: in campo nazionale la vittoria del campionato jugoslavo 1986-87, mentre nella Coppa dei Campioni 1987-88 la squadra riuscì a qualificarsi alle final four di Gand. Dopo aver perso la semifinale contro il Maccabi Tel-Aviv per 87-82, nella finale per il 3º/4º posto, la vittoria sui greci dell'Aris Salonicco per 105-93 consegnò alla squadra di Belgrado uno straordinario terzo posto nella massima competizione europea.
L'anno successivo, nel 1989, spinta da un giovanissimo Predrag Danilović, il Partizan riuscì a far propria la sua terza Coppa Korać: dopo aver perso la partita in Italia contro la Wiwa Vismara Cantù (76-89), al ritorno la squadra di Vujošević riuscì ad imporsi per 101-82. Lo stesso anno il Partizan fece propria anche la Coppa di Jugoslavia, superando in finale (87-74) i nuovi Campioni d'Europa della Jugoplastika Spalato di Toni Kukoč, Duško Ivanović e Dino Rađa.
I successi in campo europeo comportarono grossi cambiamenti: da un lato la possibilità di ingaggiare nuovi giovani talenti, grazie alle maggiori risorse economiche; dall'altro le principali squadre europee e degli Stati Uniti acquistarono i diritti dei nuovi giovani campioni del Partizan. Alla fine del 1989 Vlade Divac e Žarko Paspalj - oltre a Dražen Petrović del Cibona Zagabria - furono i primi giocatori jugoslavi a trasferirsi nel campionato NBA.

### Sul tetto d'Europa (1991-1992)
Joventut Badalona -  Partizan 70-71 
BADALONA: Pressley 20, T.Jofresa 18, Villacampa 13, R.Jofresa 8, Morales 6, Thompson 5, Ruf 0, Pador 0, Martínez n.e., Llorens n.e.. Allenatore: Lolo Sainz.
PARTIZAN: Danilović 25, Đorđević 23, Stevanović 6, Nakić 5, Šilobad 4, Koprivica 4, Lončar 2, Dragutinović 2, Rebrača 0, Šarić n.e.. Allenatore: Željko Obradović.
Dopo la partenza di Divac, Paspalj, Grbović, Savović e altri protagonisti delle stagioni precedenti, il Partizan basò la stagione 1991-92 su un nucleo giovane, le cui stelle principali erano il ventiquattrenne Aleksandar Đorđević e il ventunenne Predrag Danilović. Inoltre alla guida della squadra venne nominato Željko Obradović, appena ritirato e alla prima esperienza in panchina, cui venne affiancato il "santone" Aza Nikolić.
Inoltre la FIBA Europe, a causa dell'inasprirsi della situazione in Jugoslavia, obbligò tutte le squadre del Paese, a disputare le partite casilinghe lontane dal proprio palazzetto: il Partizan scelse di disputare le partite interne nella città spagnola di Fuenlabrada, con la squadra costretta a una grande "odissea" in giro per l'Europa.
Nella Coppa dei Campioni 1991-92 il Partizan, dopo aver superato agevolmente il turno preliminare superando gli ungheresi dello Szolnoki Olaj, chiuse il girone al quarto posto, con nove vittorie e cinque sconfitte. Nei successivi quarti di finale, con grande stupore, la squadra di Obradović riuscì a superare la fortissima Virtus Bologna di Ettore Messina, e a qualificarsi alle final four di Istanbul.
Senza giocatori stranieri e con un'età media di 21,7 anni, la squadra guidata da Đorđević e Danilović, con Ivo Nakić, Zoran Stevanović, Vladimir Dragutinović, Željko Rebrača, Mlađan Šilobad, Slaviša Koprivica, Nikola Lončar e Dragiša Šarić era ritenuta la squadra più debole tra qualificate, con le spagnole Joventut Badalona, Estudiantes Madrid e l'italiana Philips Milano.
Alla Abdi İpekçi Arena, in semifinale il Partizan riuscì a battere la Phillps Milano allenata da Mike D'Antoni per 82-75, ed in finale ad avere la meglio sulla Joventut Badalona di Lolo Sainz per 71-70, con il famoso tiro da tre punti all'ultimo secondo di Aleksandar Đorđević.
La straordinaria annata bianconera si concluse con il trionfo nel campionato jugoslavo 1991-92 e della Coppa di Jugoslavia 1992: il triple crown.

### L'isolamento europeo (1992-1995)
Dopo il trionfo di Istanbul Aleksandar Đorđević e Predrag Danilović si trasferirono in Italia: il primo alla Philips Milano, il secondo alla Virtus Bologna. Inoltre, con l'inasprirsi della situazione nella ex-Jugoslavia e l'embargo deciso dalle Nazioni Unite, al Partizan venne impedito di poter difendere il titolo europeo conquistato.
La stagione successiva la panchina, dopo l'addio di Obradović, venne affidata a Željko Lukajić che riuscì a conquistare la Coppa di Jugoslavia 1994, successo bissato l'anno successivo sotto la guida Borislav Džaković, con la vittoria anche del campionato jugoslavo 1994-95.
La nuova generazione di giocatori, tra tutti Nikola Lončar, Miroslav Berić, Haris Brkić, Željko Rebrača, Predrag Drobnjak e Aleksandar Čubrilo, continuarono ad imporsi in patria, ma il ritorno in Europa, pur avendo in panchina Ranko Žeravica, non fu dei migliori.

### Un nuovo inizio (1996-2001)
Nella stagione 1996-97, il Partizan sotto la guida del nuovo allenatore Miroslav Nikolić riuscì a qualificarsi alle TOP 16 di Eurolega, venendo però eliminato agli ottavi di finale dai futuri campioni dell'Olympiacos. In patria, tuttavia grazie all'apporto di Dejan Tomašević, Dejan Koturović, Dragan Lukovski la squadra riuscì a difendere il titolo.
La stagione successiva, dopo soli due anni dal ritorno dall'"esilio" forzato imposto dalla FIBA Europe, la formazione di Nikolić riuscì a qualificarsi alle final four di Eurolega battendo agli ottavi i russi del CSKA Mosca, perdendo poi la semifinale contro la Virtus Bologna per 81 a 63, qualificandosi infine al quarto posto dopo aver perso la finalina contro la Benetton Treviso.
Il campionato 1998-99 venne sospeso a causa dei bombardamenti della NATO, ma la squadra riuscì a conquistare la Coppa di Jugoslavia battendo in finale il FMP Železnik per 80 a 62, col sottofondo delle sirene aeree. Alla fine della stagione la maggior parte dei giocatori lasciò la squadra, e venne allestita una nuova giovane formazione guidata da Nenad Trajković e come giocatori principali Miroslav Radošević, Vladimir Đokić, Aleksandar Čubrilo, Nenad Čanak, Ratko Varda, Veselin Petrović e Dragan Marković, che riuscirono a difendere la Coppa di Jugoslavia.
Il nuovo millennio si aprì con la leggenda Vlade Divac alla presidenza del club, e un nuovo giovane allenatore, Darko Ruso, che non riuscì a ripetere i successi recenti e ad andare oltre gli ottavi di finale della Suproleague.

### L'era d'oro di Vujošević (2001-2010)
Nell'autunno del 2001, un'altra leggenda del club, Predrag Danilović venne nominato presidente della squadra, e nuovo allenatore venne nominato Duško Vujošević, già allenatore in due precedenti occasioni, e che già aveva conquistato il titolo 1986-87, oltre alla Coppa di Jugoslavia 1989.
Il ritorno di un allenatore esperto come Vujošević coincise con l'inizio di una nuova era nella storia del club: la politica principale, dovuta anche ai problemi finanziari del club, e della Serbia più in generale, fu quello di "allevare" giovani da trasformare in giocatori di qualità, da poter poi vendere all'estero, pur mantenendo l'obiettivo sportivo della vittoria in patria. Giocatori come Miloš Vujanić, Nenad Krstić, Vule Avdalović, e i giovanissimi Uroš Tripković, Luka Bogdanović, Kosta Perović, Boris Bakić, Dejan Borovnjak, Novica Veličković, vennero portati alla ribalta internazionale dal lavoro e dai risultati di Vujošević, anche grazie al sapiente mix con veterani di lungo corso come Vlado Šćepanović, Đuro Ostojić, Dejan Milojević, Predrag Šuput, Petar Božić, Fred House e Vonteego Cummings.

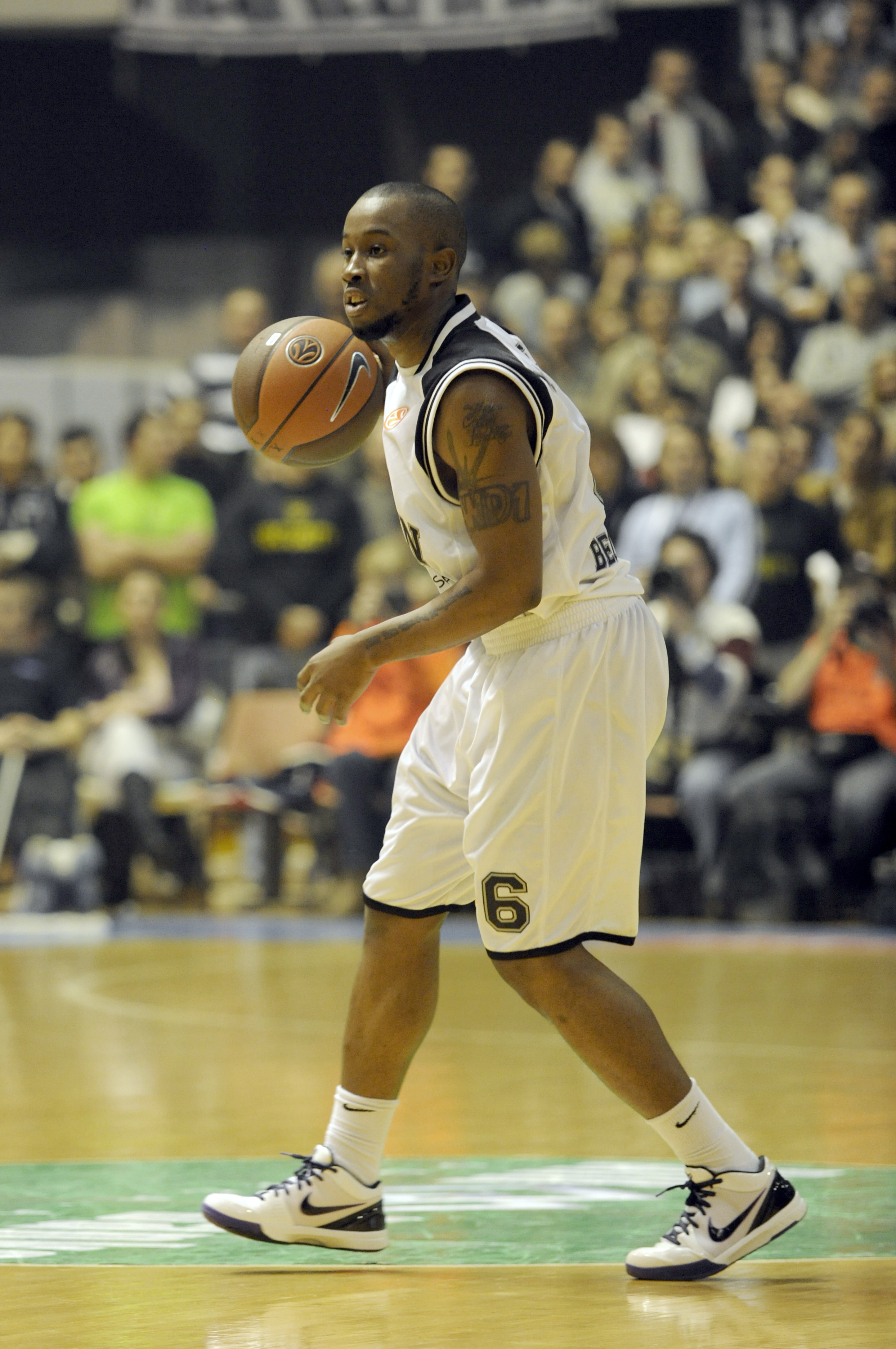
Bo McCalebb nel 2009-2010

Dal 2001 al 2010 il Partizan mise in bacheca cinque YUBA liga (2001-02, 2002-03, 2003-04, 2004-2005, 2005-06); quattro campionati serbi (2006-07, 2007-08, 2008-09, 2009-10); una Coppa di Jugoslavia (2002); tre Coppe di Serbia (2008, 2009, 2010); e quattro Leghe Adriatica (2006-07, 2007-08, 2008-09, 2009-10).
Anche in Europa la squadra crebbe negli anni: da presenza fissa in Eurolega, all'avanzamento nel torneo, fino a qualificarsi alla final four dell'edizione 2009-2010, dopo aver estromesso superpotenze cestistiche come il Panathinaikos (alle TOP 16), e il Maccabi Tel Aviv (ai quarti di finale). Il mix di giovani stelle, già comunque navigati come Jan Veselý, il ritorno di Dušan Kecman condito da giocatori sconosciuti ma di prospettiva come Aleks Marić, Bo McCalebb e Lawrence Roberts formarono un mix che sorprese gli addetti ai lavori, e che venne sconfitto solo ai tempi supplementari, sia in semifinale, contro l'Olympiacos (80-83), sia poi nella finale per il 3º/4º posto contro il CSKA Mosca (88-90).
I successi in Europa valsero l'attribuzione di numerosi premi e riconoscimenti: nel 2009-10 Aleks Marić venne inserito nel quintetto ideale dell'Eurolega, e sempre nello stesso anno Bo McCalebb venne inserito nel secondo quintetto. Prima di lui Miloš Vujanić, nel 2003, e Nikola Peković nel 2008, vennero inseriti nel secondo quintetto ideale. L'anno precedente, nella stagione 2008-09, Novica Veličković ricevette il premio quale miglior giovane della competizione.
Sempre nel 2008-2009 a Vujošević venne attribuito il premio di allenatore dell'anno.

### Il biennio di Jovanović (2010-2012)
Nel giugno del 2010 Duško Vujošević lasciò la carica di allenatore del Partizan per accasarsi al CSKA Mosca. Al suo posto venne promosso il vice Vlada Jovanović. La squadra, ancora una volta venne stravolta, ma nonostante l'assestamento iniziale i successi non mancarono di venire: la vittoria di due campionati serbi (2010-11 e 2011-12), di altrettante Coppe di Serbia (2011, 2012) e della Lega Adriatica 2010-11.

### Il ritorno di Vujošević (2012-2015)
Nel giugno del 2012, Vujošević fece ritorno sulla panchina del Partizan, e la squadra venne ulteriormente rinnovata e ringiovanita con l'arrivo di nuovi giovani talenti come Bogdan Bogdanović, l'estone Dāvis Bertāns, e i francesi Joffrey Lauvergne e Léo Westermann. La nuova squadra continuò con a mietere successi: il campionato serbo 2012-2013 e la Lega Adriatica 2012-2013. Unico "neo" la sconfitta contro la Stella Rossa, nella finale della Coppa di Serbia, persa per 69 a 78.
La stagione successiva, il nuovo mix giovani-veterani non portò i risultati sperati, complici anche diversi infortuni, e il Partizan conquistò "solamente" il campionato serbo 2013-14. Ulteriormente ringiovanita la stagione sportiva 2014-2015 si chiuse senza la conquista di alcun trofeo, la prima volta in quattordici anni.

### Un precario futuro (2015-presente)
Nell'estate 2015 a causa di importanti problemi economici, la squadra venne di fatto smantellata con la partenza di Aleksandar Pavlović, Milenko Tepić, Nikola Milutinov, Dragan Milosavljević e Milan Mačvan, e con le dimissioni di Duško Vujošević, a cui subentrò Petar Božić quale nuovo allenatore. Anche a livello dirigenziale ci fu uno scossone con le dimissioni di Predrag Danilović, e con la nomima a settembre, di Nikola Peković, giocatore montenegrino dei Minnesota Timberwolves, quale nuovo presidente del club. La società decise inoltre di non partecipare ad alcuna competizione europea, mentre inizialmente, a livello sportivo le cose non girarono nel verso giusto, tanto che a gennaio 2016 Božić venne allontanato e venne nomiminato nuovo allenatore Aleksandar Džikić. Estromessa dalla final four della Lega Adriatica, la squadra raggiunse la finale della Coppa di Serbia 2016 (persa contro il Mega Leks), e del campionato serbo 2015-2016 (persa contro i cugini della Stella Rossa).

## Palazzetti

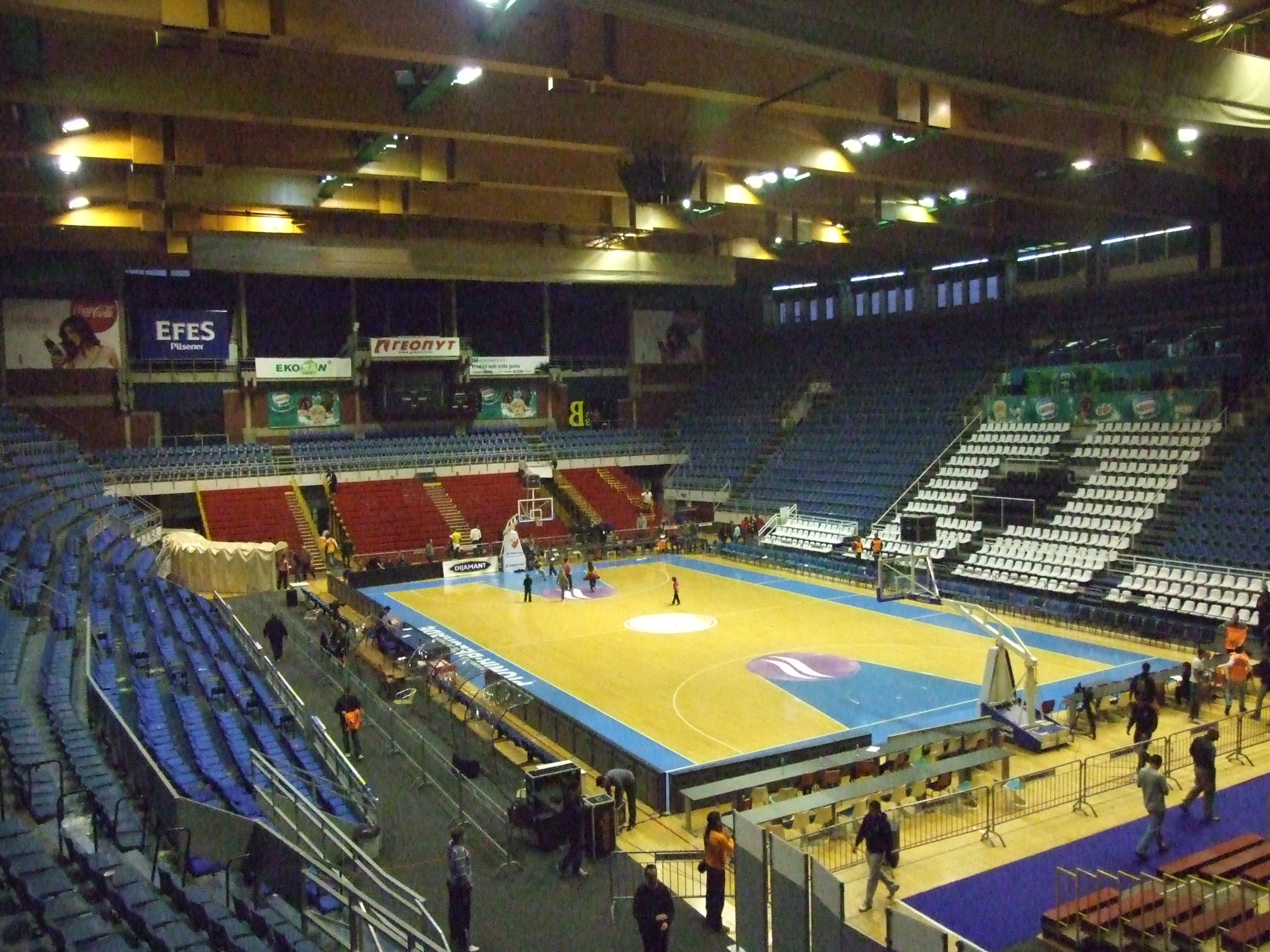
La Hala Aleksandar Nikolić, sede attuale delle partite interne del Partizan

Nei primi anni dopo la sua nascita, e fino al 1968 il Partizan giocò le partite casalinghe nella Fortezza di Belgrado, per poi trasferirisi nella Hala sportova a Novi Beograd, arena con una capacità di 5.000 spettatori.
Dal 1992 il Partizan gioca le partite interne nella Hala Aleksandar Nikolić a Palilula, arena costruita nel 1973 in undici mesi, e che ha una capacità di 8.150 posti a sedere.
Nella stagione 2008-2009 di Eurolega il Partizan disputò le partite interne della TOP 16 nella Kombank Arena. Il 5 marzo 2009 la gara contro il Panathinaikos fece registrare un'affluenza di 22.567 spettatori, record per una gara di Eurolega.

## Società
Il Partizan fa parte della Jugoslovensko sportsko društvo Partizan, polisportiva che raggruppa 26 discipline sportive fondata il 4 ottobre 1945 a Belgrado, come costola sportiva dell'esercito jugoslavo.

### Organigramma societario
Organigramma aggiornato al 14 maggio 2023.
- Presidente:  Ostoja Mijailović
- Presidente onorario:  Milorad Dodik[16]
- Vice-presidente:  Branislav Grujić
- Vice-presidente:  Nenad Kovač
- Consiglio d'amministrazione: 
  -  Milija Babović
  -  Milan Iskrin
  -  Nebojša Iković
  -  Ivana Jeremić
  -  Aleksandar Mihailović
  -  Slaviša Putić
  -  Nebojša Šarović
  -  Ivan Trifunović
- Direttore sportivo:  Zoran Savić
- Direttore esecutivo:  Mlađan Šilobad
- Responsabile ufficio stampa:  Ivan Ivković
- Direttore settore giovanile:  Vladimir Dragutinović
- Consigliere del Presidente:  Dragan Todorić

## Squadre affiliate
Negli ultimi anni il Partizan ha sottoscritto accordi di affiliazioni con alcune squadre serbe, con l'obiettivo di far crescere i migliori giovani del vivaio, facendo fare loro esperienza in campionati già competitivi. Dal 2018 al 2021 è stato il Mladost Zemun a svolgere questo ruolo; mentre dall'estate 2021 i giovani bianconeri vengono mandati a farsi le ossa nello Dunav Stari Banovci.

## Roster 2024-2025
Aggiornato al 13 agosto 2024.
|    | Naz.                                              | Ruolo | Sportivo            | Anno | Alt. | Peso | Note |
| -- | ------------------------------------------------- | ----- | ------------------- | ---- | ---- | ---- | ---- |
| 0  | Stati Uniti (bandiera) · Uganda (bandiera)        | C     | Brandon Davies      | 1991 | 208  | 109  |      |
| 1  | Danimarca (bandiera)                              | G     | Gabriel Lundberg    | 1994 | 193  | 92   |      |
| 2  | Stati Uniti (bandiera) · Sudan del Sud (bandiera) | P     | Carlik Jones        | 1997 | 183  | 81   |      |
| 3  | Francia (bandiera)                                | PG    | Frank Ntilikina     | 1998 | 193  | 90   |      |
| 4  | Stati Uniti (bandiera)                            | PG    | Duane Washington    | 2000 | 188  | 90   |      |
| 5  | Serbia (bandiera)                                 | C     | Balša Koprivica     | 2000 | 216  | 109  |      |
| 7  | Serbia (bandiera)                                 | AP    | Mario Nakić         | 2001 | 202  | 99   |      |
| 8  | Serbia (bandiera)                                 | AP    | Mitar Bošnjaković   | 2006 | 201  | 94   |      |
| 9  | Serbia (bandiera)                                 | G     | Vanja Marinković    | 1997 | 199  | 86   |      |
| 11 | Serbia (bandiera)                                 | AC    | Aleksej Pokuševski  | 2001 | 213  | 95   |      |
| 12 | Stati Uniti (bandiera)                            | GA    | Sterling Brown      | 1995 | 196  | 99   |      |
| 17 | Germania (bandiera)                               | AP    | Isaac Bonga         | 1999 | 203  | 82   |      |
| 19 | Serbia (bandiera)                                 | P     | Arijan Lakić        | 2000 | 198  | 91   |      |
| 24 | Canada (bandiera)                                 | AG    | Isiaha Mike         | 1997 | 203  | 98   |      |
| 27 | Serbia (bandiera)                                 | C     | Aleksa Dimitrijević | 2006 | 213  | 98   |      |
| 88 | Stati Uniti (bandiera)                            | C     | Tyrique Jones       | 1997 | 206  | 108  |      |

### Staff tecnico
- Allenatore:  Željko Obradović
- Assistenti:  Vladimir Androić,  Josep Maria Izquierdo,  Bogdan Karaičić,  Aleksandar Matović

## Presidenti
Il primo presidente della società bianconera fu Peko Dapčević, partigiano e generale jugoslavo.
Nel corso della storia diversi ex giocatori hanno ricoperto il ruolo di presidente del Partizan, tra i più noti Vlade Divac, Predrag Danilović e Nikola Peković.
Attualmente in carica è Ostoja Mijailović, eletto presidente il 20 settembre 2017.
Cronologia dei Presidenti
- 1945-1947 -  Peko Dapčević
- 1947-1948 -  Svetislav Šaper
- 1948-1953 - carica vacante
- 1953-1956 -  Bjelojević
- 1956-1963 - carica vacante
- 1963-1964 -  Jovan Tarabić
- 1964-1971 - carica vacante
- 1971-1973 -  Nedeljko Čermak
- 1973-1975 -  Slavko Zečević
- 1975-1977 -  Momčilo Cemović
- 1977-1979 -  Milisav Stijović
- 1979-1981 -  Radoslav Radović

- 1981-1982 -  Milorad Savićević
- 1982-1989 -  Tomislav Jeremić
- 1989-1992 -  Radojica Nikčević
- 1992-1993 -  Milorad Đurić
- 1993-1995 -  Nenad Nerlović
- 1995-1997 -  Jovica Pavlović
- 1997-1999 -  Boriša Vuković
- 1999-2000 -  Ivica Dačić
- 2000-2001 -  Vlade Divac
- 2001-2004 -  Predrag Danilović
- 2004-2005 -  Jovica Pavlović
- 2005-2006 -  Dušan Pavlović

- 2006-2015 -  Predrag Danilović
- 2015-2017 -  Nikola Peković
- dal 2017 -  Ostoja Mijailović

## Allenatori

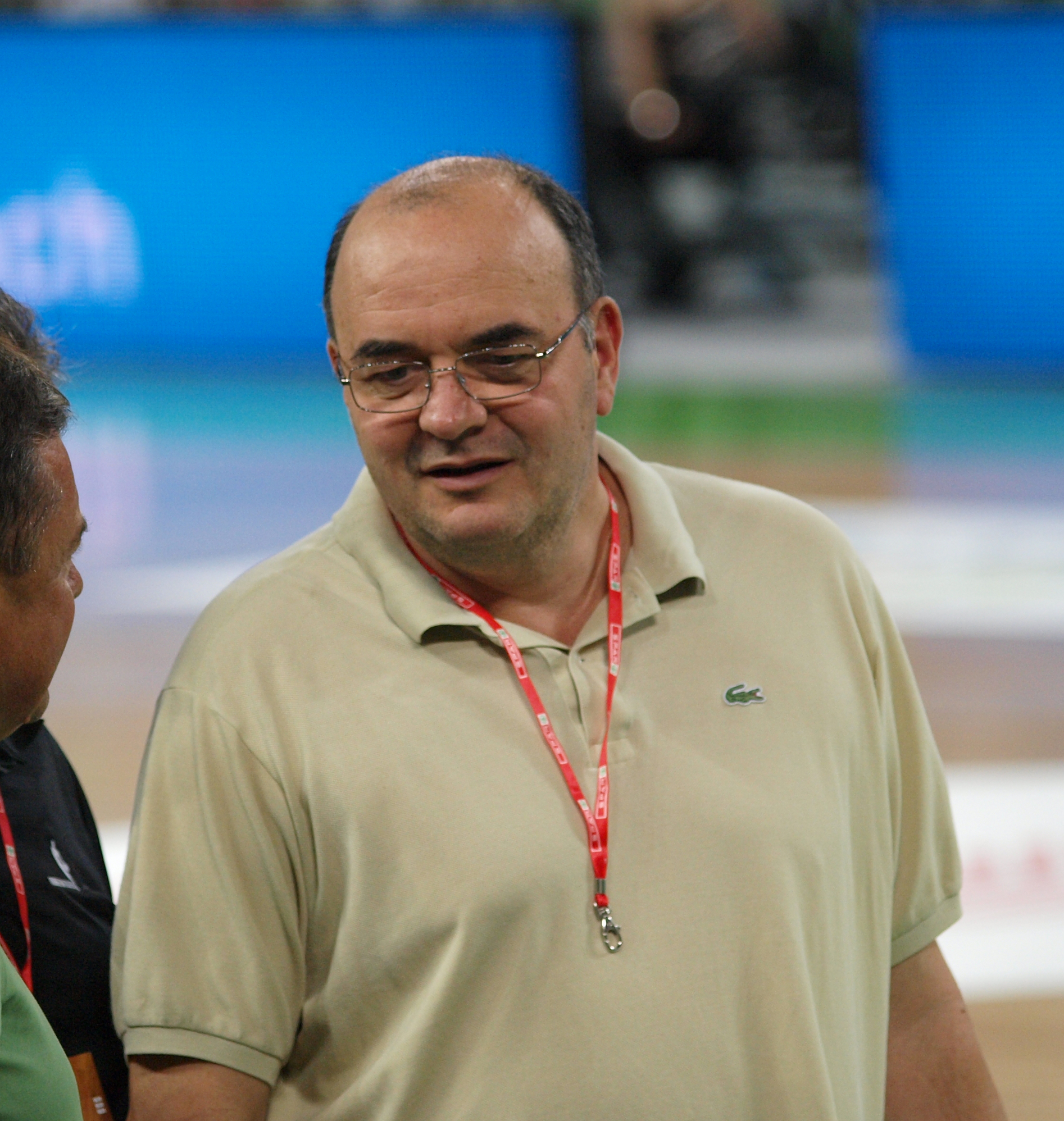
Duško Vujošević

Il primo allenatore del club fu Ratko Vlahović, subito seguito da Božo Grkinić che guidò la squadra per due stagioni. Borislav Ćorković fu invece il primo allenatore a vincitore un trofeo, il campionato jugoslavo 1975-1976. Il primo successo internazionale del club, la Coppa Korać del 1977-1978, fu ad opera di Ranko Žeravica.
Željko Obradović ha invece guidato la squadra nel successo più prestigioso: la Coppa dei Campioni del 1991-1992.
Borislav Stanković e Ranko Žeravica sono membri della FIBA Hall of Fame, mentre Aza Nikolić è stato incluso nella Basketball Hall of Fame. Allo stesso modo lo stesso Nikolić, oltre a Dušan Ivković e Željko Obradović sono stati inclusi tra i 50 contributori più importanti della storia dell'Eurolega.
Cronologia degli allenatori
- 1945 -  Ratko Vlahović
- 1946-1948 -  Božo Grkinić
- 1948-1949 -  Svetislav Šaper
- 1950 -  Janoš Gerdov
- 1951-1953 -  Borislav Stanković
- 1954 -  Miodrag Stefanović
- 1955-1958 -  Mirko Marjanović
- 1959-1961 -  Aza Nikolić
- 1962-1963 -  Božidar Munćan
- 1964 -  Milenko Novaković
- 1965-1967 -  Borislav Ćurčić
- 1967-1969 -  Branislav Rajačić
- 1969-1971 -  Radovan Radović
- 1971-1974 -  Ranko Žeravica
- 1974-1976 -  Borislav Ćorković
- 1976-1978 -  Ranko Žeravica
- 1978-1980 -  Dušan Ivković
- 1980-1982 -  Borislav Ćorković
- 1982-1984 -  Borislav Džaković
- 1984-1985 -  Zoran Slavnić
- 1985-1986 -  Vladislav Lučić
- 1986-1989 -  Duško Vujošević
- 1989 -  Dejan Srzić
- 1989-1990 -  Borislav Ćorković
- 1990-1991 -  Duško Vujošević
- 1991-1993 -  Željko Obradović
- 1993-1994 -  Željko Lukajić
- 1994-1995 -  Borislav Džaković
- 1995-1996 -  Ranko Žeravica
- 1996-1998 -  Miroslav Nikolić
- 1998 -  Milovan Bogojević
- 1998-1999 -  Vladislav Lučić
- 1999-2000 -  Nenad Trajković
- 2000-2001 -  Darko Ruso
- 2001-2010 -  Duško Vujošević
- 2010-2012 -  Vlada Jovanović
- 2012-2015 -  Duško Vujošević
- 2015-2016 -  Petar Božić
- 2016-2017 -  Aleksandar Džikić
- 2017 -  Miroslav Nikolić
- 2017-2018 -  Nenad Čanak
- 2018-2020 -  Andrea Trinchieri
- 2020 -  Vlado Šćepanović
- 2020 -  Milivoje Lazić
- 2020-2021 -  Sašo Filipovski
- 2021 -  Aleksandar Matović
- 2021-presente -  Željko Obradović

## Cestisti

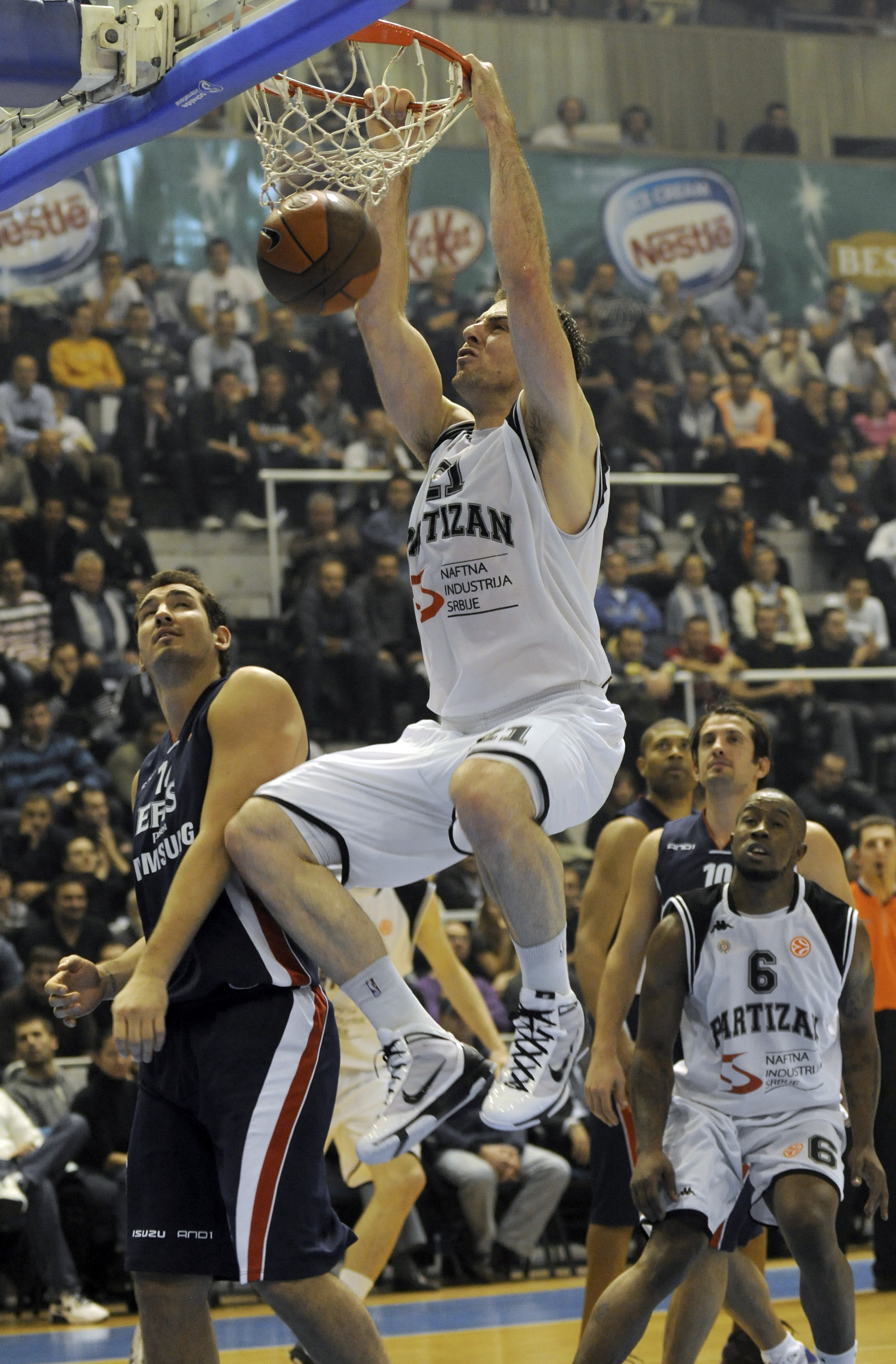
Aleks Marić nel 2009-2010 è stato inserito nel quintetto ideale dell'Eurolega

Tantissimi sono i campioni che hanno vestito la maglia del Partizan, e che hanno ricevuto premi, onorificenze e riconoscimenti con la maglia bianconera.
Dražen Dalipagić è dal 2004 membro della Hall of Fame. Lo stesso Dalipagić, insieme a Dragan Kićanović e a Vlade Divac, sono membri della FIBA Hall of Fame.
Tra i 50 contributori più importanti della storia dell'Eurolega troviamo Dražen Dalipagić, Predrag Danilović, Aleksandar Đorđević e Vlade Divac.
Sono stati nominati Mr. Europa ancora Dražen Dalipagić (1977, 1978), Dragan Kićanović (1981, 1982) e Vlade Divac (1989). L'Euroscar Award è stato assegnato a Dražen Dalipagić (1980, 1981), mentre Jan Veselý nel 2010 ha ottenuto il FIBA Europe Young Men's Player of the Year Award.
Nella vittoria della Coppa dei Campioni del 1991-1992, Predrag Danilović venne nominato MVP della finale.
Sempre per quanto riguarda la Coppa dei Campioni/Eurolega, nel 2009-2010 Aleks Marić è stato inserito nel quintetto ideale dell'Eurolega, mentre nello stesso anno Bo McCalebb venne inserito nel secondo quintetto. Prima di lui Miloš Vujanić, nel 2003, e Nikola Peković nel 2008, sono stati inseriti nel secondo quintetto ideale. Dopo nove anni di assenza, nella stagione 2022-2023 un giocatore del Partizan, il francese Mathias Lessort, venne inserito nuovamente nel primo quintetto ideale, mentre Kevin Punter nel secondo quintetto.
L'anno precedente, nella stagione 2008-2009, Novica Veličković ha ricevuto il premio quale miglior giovane della competizione; trofeo vinto anche da Bogdan Bogdanović nella stagione 2013-2014 e da Yam Madar in quella 2022-2023.

### Cronologia dei capitani
- ????-1977 -  Goran Latifić
- 1977-1979 -  Boris Beravs
- 1979-1980 -  Dražen Dalipagić
- 1980-1981 -  Dragan Kićanović
- 1981-1982 -  Dražen Dalipagić
- 1982-1983 -  Dragan Todorić
- 1983-1984 -  Arsenije Pešić
- 1984-1986 -  Miodrag Marić
- 1986-1987 -  Milenko Savović
- 1987-1988 -  Goran Grbović
- 1988-1989 -  Milenko Savović
- 1989-1990 -  Predrag Danilović
- 1990-1991 -  Željko Obradović

- 1991-1992 -  Aleksandar Đorđević
- 1992-1993 -  Slaviša Koprivica
- 1993 -  Nikola Lončar
- 1994-1996 -  Zoran Stevanović
- 1996-1997 -  Miroslav Berić
- 1997-1999 -  Haris Brkić
- 1999-2000 -  Miroslav Radošević
- 2000-2001 -  Miroslav Berić
- 2001-2002 -  Veselin Petrović
- 2002-2003 -  Nenad Čanak
- 2003-2004 -  Đuro Ostojić
- 2004-2005 -  Vule Avdalović
- 2005-2006 -  Dejan Milojević

- 2006-2012 -  Petar Božić
- 2012-2013 -  Vladimir Lučić
- 2013-2015 -  Dragan Milosavljević
- 2015-2016 -  Vanja Marinković
- 2016-2021 -  Novica Veličković
- 2021-2022 -  Rade Zagorac
- 2022-2024 -  Kevin Punter
- 2024- presente -  Vanja Marinković

### Vincitori di titoli mentre militavano nel Partizan

#### Medaglie ai campionati del mondo
- Dragutin Čermak  (Jugoslavia 1970) (oro)
- Dražen Dalipagić  (Porto Rico 1974) (argento)
- Dragan Kićanović  (Porto Rico 1974) (argento)
- Dražen Dalipagić  (Filippine 1978) (oro)
- Dragan Kićanović  (Filippine 1978) (oro)
- Dražen Dalipagić  (Colombia 1982) (bronzo)
- Boban Petrović  (Colombia 1982) (bronzo)
- Željko Obradović  (Argentina 1990) (oro)
- Predrag Drobnjak  (Grecia 1998) (oro)
- Dragan Lukovski  (Grecia 1998) (oro)
- Dejan Tomašević  (Grecia 1998) (oro)
- Miloš Vujanić  (Stati Uniti 2002) (oro)
- Bogdan Bogdanović  (Spagna 2014) (argento)
- Joffrey Lauvergne  (Spagna 2014) (bronzo)
- Aleksa Avramović  (Filippine 2023) (argento)

#### Medaglie al torneo olimpico
- Dražen Dalipagić  (Montreal 1976) (argento)
- Dragan Kićanović  (Montreal 1976) (argento)
- Dražen Dalipagić  (Mosca 1980) (oro)
- Dragan Kićanović  (Mosca 1980) (oro)
- Nebojša Zorkić  (Los Angeles 1984) (bronzo)
- Vlade Divac  (Seul 1988) (argento)
- Željko Obradović  (Seul 1988) (argento)
- Žarko Paspalj  (Seul 1988) (argento)
- Miroslav Berić  (Atlanta 1996) (argento)
- Dejan Tomašević  (Atlanta 1996) (argento)
- Frank Ntilikina  (Parigi 2024) (argento)
- Vanja Marinković  (Parigi 2024) (bronzo)

#### Medaglie ai campionati europei
- Radovan Radović  (Jugoslavia 1961) (argento)
- Miloš Bojović  (Polonia 1963) (bronzo)
- Miloš Bojović  (Unione Sovietica 1965) (argento)
- Dragutin Čermak  (Germania Ovest 1971) (argento)
- Dražen Dalipagić  (Spagna 1973) (oro)
- Dragan Kićanović  (Spagna 1973) (oro)
- Dražen Dalipagić  (Jugoslavia 1975) (oro)
- Dragan Kićanović  (Jugoslavia 1975) (oro)
- Dražen Dalipagić  (Belgio 1977) (oro)
- Dragan Kićanović  (Belgio 1977) (oro)
- Dražen Dalipagić  (Italia 1979) (bronzo)
- Dragan Kićanović  (Italia 1979) (bronzo)
- Dragan Kićanović  (Cecoslovacchia 1981) (argento)
- Boban Petrović  (Cecoslovacchia 1981) (argento)
- Vlade Divac  (Grecia 1987) (bronzo)
- Aleksandar Đorđević  (Grecia 1987) (bronzo)
- Goran Grbović  (Grecia 1987) (bronzo)
- Žarko Paspalj  (Grecia 1987) (bronzo)
- Predrag Danilović  (Jugoslavia 1989) (oro)
- Žarko Paspalj  (Jugoslavia 1989) (oro)
- Predrag Danilović  (Italia 1991) (oro)
- Aleksandar Đorđević  (Italia 1991) (oro)
- Žarko Paspalj  (Italia 1991) (oro)
- Miroslav Berić  (Grecia 1995) (oro)
- Dejan Tomašević  (Grecia 1995) (oro)
- Miroslav Berić  (Spagna 1997) (oro)
- Dejan Tomašević  (Spagna 1997) (oro)
- Dragan Lukovski  (Francia 1999) (bronzo)
- Dejan Tomašević  (Francia 1999) (bronzo)
- Veselin Petrović  (Turchia 2001) (oro)
- Joffrey Lauvergne  (Slovenia 2013) (oro)
- Stefan Birčević  (Turchia 2017) (argento)

#### Medaglie ai giochi del Mediterraneo
- Radovan Radović  (Beirut 1959) (oro)
- Radovan Radović  (Napoli 1963) (bronzo)
- Goran Latifić  (Smirne 1971) (oro)
- Žarko Zečević  (Smirne 1971) (oro)
- Dražen Dalipagić  (Algeri 1975) (oro)
- Dragan Kićanović  (Algeri 1975) (oro)
- Dragan Todorić  (Algeri 1975) (oro)
- Miodrag Marić  (Spalato 1979) (argento)
- Boban Petrović  (Spalato 1979) (argento)
- Nebojša Zorkić  (Casablanca1983) (oro)
- Dragan Lukovski  (Bari 1997) (bronzo)

### Giocatori scelti al draft NBA mentre militavano nel Partizan
|  | = All-Star |

| Scelta | Giro | Draft | Giocatore         | Squadra NBA                                             |
| ------ | ---- | ----- | ----------------- | ------------------------------------------------------- |
| 26     | 1°   | 1989  | Vlade Divac       | Los Angeles Lakers                                      |
| 43     | 2°   | 1992  | Predrag Danilović | Golden State Warriors                                   |
| 54     | 2°   | 1994  | Željko Rebrača    | Seattle SuperSonics                                     |
| 49     | 2°   | 1997  | Predrag Drobnjak  | Washington Bullets (da Charlotte)                       |
| 24     | 1°   | 2002  | Nenad Krstić      | New Jersey Nets                                         |
| 35     | 2°   | 2002  | Miloš Vujanić     | New York Knicks                                         |
| 38     | 2°   | 2006  | Kosta Perović     | Golden State Warriors                                   |
| 31     | 2°   | 2008  | Nikola Peković    | Minnesota Timberwolves                                  |
| 6      | 1°   | 2011  | Jan Veselý        | Washington Wizards                                      |
| 55     | 2°   | 2013  | Joffrey Lauvergne | Memphis Grizzlies                                       |
| 27     | 1°   | 2014  | Bogdan Bogdanović | Phoenix Suns (da Indiana)                               |
| 26     | 1°   | 2015  | Nikola Milutinov  | San Antonio Spurs                                       |
| 60     | 2°   | 2019  | Vanja Marinković  | Sacramento Kings                                        |
| 42     | 2°   | 2023  | Tristan Vukčević  | Washington Wizards (da Chicago via Lakers e Washington) |

### Giocatori stranieri che hanno militato nel Partizan
Viene indicata la nazionalità ai tempi in cui il giocatore militava nel Partizan. Dati aggiornati al termine della stagione sportiva 2023-2024
| Nazione              | #  | Giocatori |
| -------------------- | -- | --- |
| Stati Uniti          | 45 | Anthony Brown, Gerald Brown, Sterling Brown, Peter Cornell, Schea Cotton, Vonteego Cummings, P.J. Dozier Trey Drechsel, Damon Edwards, James Gist, Drew Gordon, Jamont Gordon, Will Hatcher, Fred House, Dominic James, Curtis Jerrells, Kevin Jones, Tyrique Jones, Frank Kaminsky, Tarence Kinsey, Oliver Lafayette, Acie Law, Zach LeDay, James Michael McAdoo, Bo McCalebb, Eric Mika, Patrick Miller, Codi Miller-McIntyre, William Mosley, James Nunnally, Marvin O'Connor, Marcus Paige, Josh Perkins, Kevin Punter, Reggie Redding, Lawrence Roberts, Frank Robinson, Blake Stepp, Butch Taylor, Rashawn Thomas, Torey Thomas, Kwame Vaughn, Corey Walden, Darrell Williams, Nigel Williams-Goss |
| Bosnia ed Erzegovina | 6  | Amar Gegić, Nemanja Gordić, Kenan Karahodžić, Alex Renfroe, Obrad Tomić, Adin Vrabac |
| Francia              | 6  | Boris Dallo, Joffrey Lauvergne, Mathias Lessort, Frank Ntilikina, Bandja Sy, Léo Westermann |
| Montenegro           | 6  | Boris Bakić, Predrag Drobnjak, Đorđije Jovanović Nikola Peković, Žarko Rakočević, Slavko Vraneš |
| Slovenia             | 6  | Gregor Glas, Miljan Goljović, Jaka Klobučar, Edo Murić, Aleksej Nikolić, Radoslav Nesterovič |
| Australia            | 5  | Danté Exum, Nathan Jawai, Jock Landale, Aleks Marić, Tom Wilson |
| Germania             | 3  | Vladimir Bogojevič, Isaac Bonga, Duane Washington Jr. |
| Lettonia             | 3  | Dāvis Bertāns, Rodions Kurucs, Žanis Peiners |
| Macedonia del Nord   | 3  | Vlado Ilievski, Andrej Magdevski, Predrag Samardžiski |
| Grecia               | 2  | Iōannīs Kouzeloglou, Iōannīs Papapetrou |
| Slovacchia           | 2  | Vladimír Brodziansky, Michal Čekovský |
| Albania              | 1  | Dallas Moore |
| Belize               | 1  | Milt Palacio |
| Bielorussia          | 1  | Arcëm Parachoŭski |
| Brasile              | 1  | Bruno Caboclo |
| Bulgaria             | 1  | Bojko Mladenov |
| Canada               | 1  | Isiaha Mike |
| Colombia             | 1  | Braian Angola |
| Croazia              | 1  | Jaleen Smith |
| Danimarca            | 1  | Gabriel Lundberg |
| Finlandia            | 1  | Jamar Wilson |
| Gabon                | 1  | Stéphane Lasme |
| Ghana                | 1  | Amida Brimah |
| Giamaica             | 1  | Samardo Samuels |
| Israele              | 1  | Yam Madar |
| Nigeria              | 1  | Josh Akognon |
| Polonia              | 1  | Mateusz Ponitka |
| Rep. Ceca            | 1  | Jan Veselý |
| Sudan del Sud        | 1  | Carlik Jones |
| Turchia              | 1  | Semih Erden |
| Uganda               | 1  | Brandon Davies |

## Palmarès

### Competizioni nazionali
- YUBA liga: 5

1975-76, 1978-79, 1980-81, 1986-87, 1991-92
- YUBA liga: 8

1994-95, 1995-96, 1996-97, 2001-02, 2002-03, 2003-04, 2004-05, 2005-06
- Campionato serbo: 8

2006-07, 2007-08, 2008-09, 2009-10, 2010-11, 2011-12, 2012-13, 2013-14, 2024-25
- Coppa di Jugoslavia: 3

1979, 1989, 1992
- Coppa di Jugoslavia: 5

1994, 1995, 1999, 2000, 2002
- Coppa di Serbia: 8

2008, 2009, 2010, 2011, 2012, 2018, 2019, 2020

### Competizioni internazionali
- Coppa dei Campioni: 1

1991-92
- Coppa Korać: 3

1977-78, 1978-79, 1988-89
- Lega Adriatica: 8

2006-07, 2007-08, 2008-09, 2009-10, 2010-11, 2012-13, 2022-23, 2024-25
- Supercoppa ABA Liga: 1

2019

## Statistiche e record

### Partecipazioni ai campionati nazionali
I dati comprendono solo le partite di campionato/superliga, e non le partite di playoff.
Dati aggiornati al termine del campionato serbo 2022-2023
| Livello | Categoria              | Partecipazioni | Debutto   | Ultima stagione | Gare disputate | Vittorie | Pareggi | Sconfitte | % vitt. |
| ------- | ---------------------- | -------------- | --------- | --------------- | -------------- | -------- | ------- | --------- | ------- |
| 1º      | YUBA liga (1945-1992)  | 45             | 1945      | 1991-1992       | 898            | 560      | 14      | 324       | 62,4    |
| 1º      | YUBA liga (1992-2006)  | 14             | 1992-1993 | 2005-2006       | 352            | 285      | 0       | 67        | 81,0    |
| 1º      | Košarkaška liga Srbije | 16             | 2006-2007 | 2022-2023       | 162            | 143      | 0       | 19        | 88,3    |

### Partecipazioni alle competizioni europee
Dati aggiornati al termine della stagione 2024-2025, comprensivi di stagione regolare e play-off. In rosa le competizioni non più esistenti
| Competizioni                                       | Partecipazioni | Debutto   | Ultima stagione | Gare disputate | Vittorie | Pareggi | Sconfitte | % vitt. |
| -------------------------------------------------- | -------------- | --------- | --------------- | -------------- | -------- | ------- | --------- | ------- |
| Coppa dei Campioni / Eurolega                      | 24             | 1976-1977 | 2024-2025       | 440            | 199      | 1       | 237       | 45,2    |
| Eurocup                                            | 6              | 2014-2015 | 2021-2022       | 85             | 42       | 0       | 43        | 49,4    |
| Basketball Champions League                        | 1              | 2016-2017 | 2016-2017       | 16             | 9        | 0       | 7         | 56,2    |
| Suproleague                                        | 1              | 2000-2001 | 2000-2001       | 21             | 12       | 0       | 9         | 57,1    |
| Coppa delle Coppe / Coppa d'Europa / Coppa Saporta | 5              | 1966-1967 | 1999-2000       | 50             | 29       | 1       | 20        | 58,0    |
| Coppa Korać                                        | 11             | 1973-1974 | 1988-1989       | 94             | 63       | 0       | 31        | 67,0    |

### Partecipazioni alle competizioni sovranazionali
Dati aggiornati al termine della ABA Liga 2022-2023, comprensivi di stagione regolare e play-off. In rosa le competizioni non più esistenti
| Competizioni        | Partecipazioni | Debutto   | Ultima stagione | Gare disputate | Vittorie | Pareggi | Sconfitte | % vitt. |
| ------------------- | -------------- | --------- | --------------- | -------------- | -------- | ------- | --------- | ------- |
| Lega Adriatica      | 20             | 2004-2005 | 2022-2023       | 560            | 391      | 1       | 168       | 69,8    |
| Supercoppa ABA Liga | 3              | 2017      | 2019            | 8              | 5        | 0       | 3         | 62,5    |

## Gare contro squadre NBA
Il Partizan è l'unica squadra della Serbia ad aver giocato contro formazioni della NBA. Nel corso del Tour dell'Eurolega del 2009 negli Stati Uniti, il Partizan ha giocato contro i Denver Nuggets e i Phoenix Suns.
| Denver 3 ottobre 2009 | Denver Nuggets | 102 – 70 referto  | Partizan | Pepsi Center (9.749 spett.) |
| \| \| \| \| \| Carmelo Anthony 17 \| Punti \| 16 Aleks Marić \| \| Dontaye Draper 5 \| Assist \| 5 Žarko Rakočević \| \| Renaldo Balkman 6 \| Rimbalzi \| 21 Aleks Marić \| |                |                   |          |                             |
| |                |                   |          |                             |
| Carmelo Anthony 17 | Punti          | 16 Aleks Marić    |          |                             |
| Dontaye Draper 5 | Assist         | 5 Žarko Rakočević |          |                             |
| Renaldo Balkman 6 | Rimbalzi       | 21 Aleks Marić    |          |                             |

| Phoenix 6 ottobre 2009 | Phoenix Suns | 111 – 80 referto   | Partizan | US Airways Center (14.531 spett.) |
| \| \| \| \| \| Goran Dragić 16 \| Punti \| 16 Jan Veselý \| \| Goran Dragić, Jason Richardson 4 \| Assist \| 5 Aleksandar Rašić \| \| Amar'e Stoudemire, Earl Clark 5 \| Rimbalzi \| 7 Dušan Kecman \| |              |                    |          |                                   |
| |              |                    |          |                                   |
| Goran Dragić 16 | Punti        | 16 Jan Veselý      |          |                                   |
| Goran Dragić, Jason Richardson 4 | Assist       | 5 Aleksandar Rašić |          |                                   |
| Amar'e Stoudemire, Earl Clark 5 | Rimbalzi     | 7 Dušan Kecman     |          |                                   |

## Tifoseria
I Grobari (serbo: Гробари, ovvero I becchini) sono i tifosi della sezione calcistica della polisportiva del Partizan, anche se generalmente con tale appellativo vengono identificati tutti i tifosi del Partizan.
La più accesa rivalità a livello nazionale è quella con la Stella Rossa Belgrado, accentuata dalle differenze politiche tra le due tifoserie che provocano episodi violenti in occasione degli incontri tra le due squadre (denominati Derby eterno).